# ليسبيديزا
الليسبيديزا (باللاتينية: Lespedeza) جنس نباتي يتبع الفصيلة البقولية المعروفة بقدرتها على تثبيت النيتروجين الجوي من خلال بكتيريا المستجذرة. يضم هذا الجنس حوالي 30 نوعًا موطنها المناطق المعتدلة في أمريكا الشمالية وآسيا وأستراليا. تعد بعض أنواعها من المحاصيل العلفية.

## من أنواعها
- الليسبيديزا الثونبيرغية (باللاتينية: Lespedeza  thunbergii)
- الليسبيديزا ذات اللونين (باللاتينية: Lespedeza bicolor)
- الليسبيديزا الرؤيسية (باللاتينية: Lespedeza capitata)
- الليسبيديزا الزاحفة (باللاتينية: Lespedeza repens)
- الليسبيديزا الصينية (باللاتينية: Lespedeza chinensis)
- الليسبيديزا كبيرة القلم (باللاتينية: Lespedeza  macrostyla)
- الليسبيديزا اليابانية (باللاتينية: Lespedeza japonica)